# Marockos herrlandslag i volleyboll
Marockos herrlandslag i volleyboll representerar Marocko i volleyboll på herrsidan. Laget har deltagit i afrikanska mästerskapet flera gånger och som bäst kommit trea, vilket det gjort flera gånger.

### Fotnoter
1. ↑  Goalzz. ”The First Islamic Solidarity Games - 2005 - Volleyball - Finals 5th to 8th place” (på engelska). https://www.goalzz.com/main.aspx?c=1189&stage=5. Läst 19 april 2024.
2. ↑  Todor Krastev. ”Men Volleyball XVII Africa Championship 2009 Tetouan (MOR) 27.09-04.10 Winner Egypt (5th)” (på engelska). http://www.todor66.com/volleyball/Africa/Men_2009.html. Läst 19 april 2024.
3. ↑  ”Volleyball, Africa: African Championship 2021 Standings - Soccerstand.com” (på engelska). https://www.soccerstand.com/volleyball/africa/african-championship-2021/standings/#/6BwErRCc/draw. Läst 1 november 2023.
4. ↑  ”5th ISLAMIC SOLIDARITY GAMES MEN” (på engelska). Turkiets volleybollförbund. https://tvf-web.dataproject.com/CompetitionStandings.aspx?ID=84&PID=164. Läst 19 april 2024.
5. ↑  ”Live Center - Men's African Nations Championship 2023” (på engelska). Fédération Internationale de Volleyball. https://live.app.fivb.com/tournaments/1408/matches. Läst 31 oktober 2023.
6. ↑  Senaste tillfället då någon kontrollerade att de inmatade tabelluppgifterna stämmer. Uppgifter kan ha matats in senare utan att kontrolleras av någon annan